# Driel (Gueldre)
Pour les articles homonymes, voir Driel.
Driel est un village situé dans la commune néerlandaise d'Overbetuwe, dans la province de Gueldre. Le 1er janvier 2008, le village comptait 3 250 habitants.

## Galerie

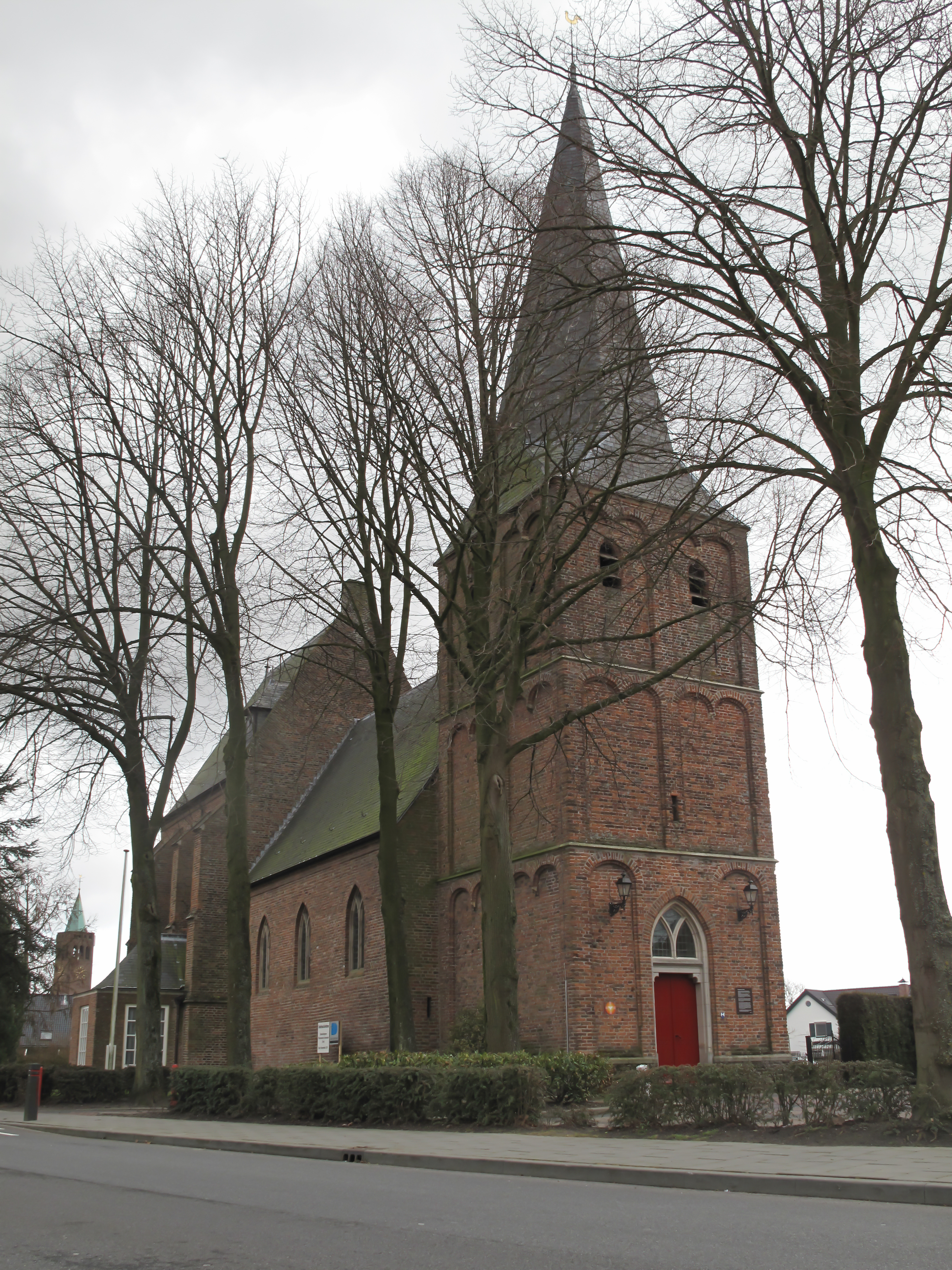
Driel, église protestante
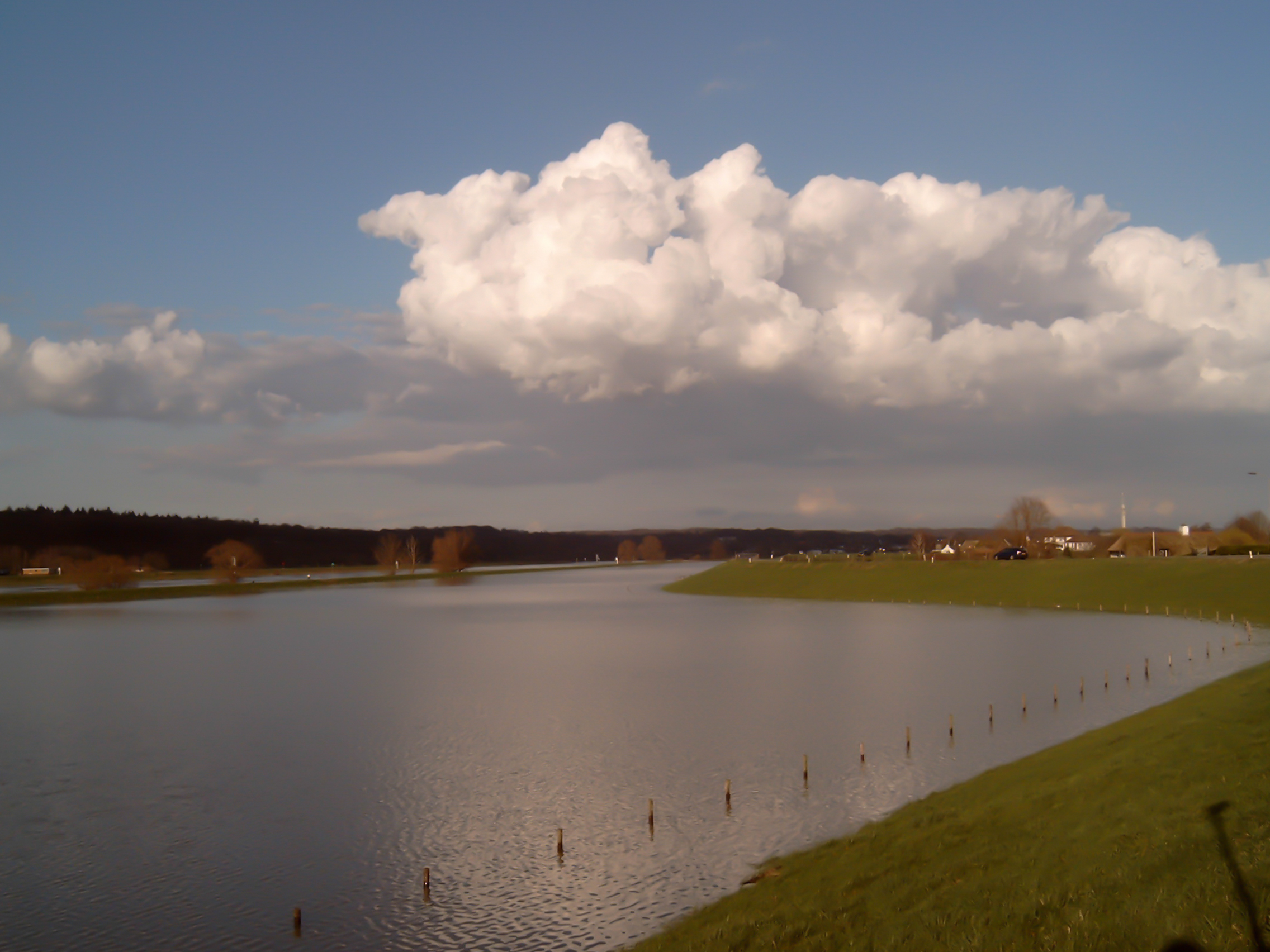
Driel, le Rhin
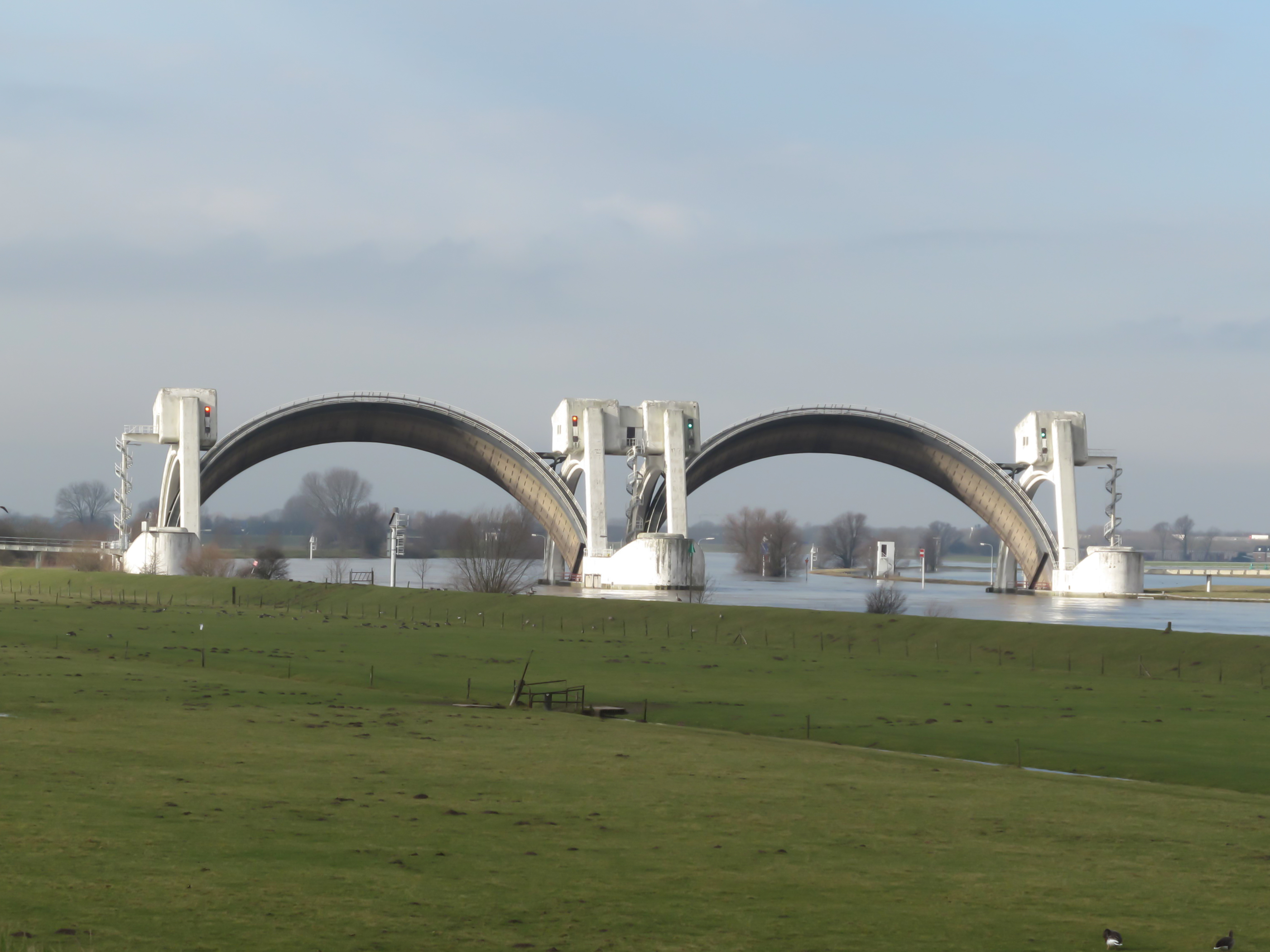
Driel, le seuil (barrage)